# NGC 7407
NGC 7407 (również PGC 69922 lub UGC 12230) – galaktyka spiralna (Sc), znajdująca się w gwiazdozbiorze Pegaza. Odkrył ją Édouard Jean-Marie Stephan 13 września 1873 roku.
W galaktyce tej zaobserwowano supernową SN 2003gq.